# Grand Prix Evropy 2006
Grand Prix Evropy L Grosser Preis von Europa
- 7. květen 2006
- Okruh Nürburgring
- 60 kol x 5,148 km = 308,863 km
- 755. Grand Prix
- 86. vítězství Michaela Schumachera
- 185. vítězství pro Ferrari

## Výsledky
Michael Schumacher převzal pohár pro vítěze z rukou premiéra Rhineland Pfalz Kurta Becka a náměstek premiéra Hans Arthur Bauckhage předal trofej pro vítězný tým. Fernando Alonso dostal cenu od presidenta ADAC (německý automotoclub) Petera Mayera a třetí Felipe Massa dostal cenu od Hermanna Tomczyka sportovního presidenta ADAC.

### Pořadí v cíli
| Pozice | Jezdec               | Vůz               | Čas         |
| ------ | -------------------- | ----------------- | ----------- |
| 1      | Michael Schumacher   | Ferrari 248 F1    | 1h35:58,765 |
| 2      | Fernando Alonso      | Renault R26       | á 0:03,7    |
| 3      | Felipe Massa         | Ferrari 248 F1    | á 0:04,4    |
| 4      | Kimi Räikkönen       | McLaren MP4/21    | á 0:04,8    |
| 5      | Rubens Barrichello   | Honda RA106       | á 1:12,5    |
| 6      | Giancarlo Fisichella | Renault R26       | á 1:14,1    |
| 7      | Nico Rosberg         | Williams FW28     | á 1:14,5    |
| 8      | Jacques Villeneuve   | BMW Sauber F1.06  | á 1:29,3    |
| 9      | Jarno Trulli         | Toyota TF106      | á 1 kolo    |
| 10     | Nick Heidfeld        | BMW Sauber F1.06  | á 1 kolo    |
| 11     | Scott Speed          | Torro Rosso STR01 | á 1 kolo    |
| 12     | Tiago Monteiro       | Midland M16       | á 1 kolo    |
| 13     | Christijan Albers    | Midland M16       | á 1 kolo    |
| Kolo   | Odstoupili           | -                 | -           |
| 52     | Ralf Schumacher      | Toyota TF106      | Motor       |
| 52     | Juan Pablo Montoya   | McLaren MP4/21    |             |
| 45     | Takuma Sató          | Super Aguri SA05  |             |
| 29     | Franck Montagny      | Super Aguri SA05  |             |
| 28     | Jenson Button        | Honda RA106       |             |
| 28     | Christian Klien      | Red Bull RB2      |             |
| 12     | Mark Webber          | Williams FW28     | Hydraulika  |
| 2      | David Coulthard      | Red Bull RB2      |             |
| 0      | Vitantonio Liuzzi    | Torro Rosso STR01 | Nehoda      |

### Nejrychlejší kolo
- Michael Schumacher Ferrari 1:32,099

### Vedení v závodě
- 1.-16. kolo Fernando Alonso
- 17.-18. kolo Michael Schumacher
- 19.-23. kolo Kimi Räikkönen
- 24.-37. kolo Fernando Alonso
- 38.-41. kolo Michael Schumacher
- 42.-44. kolo Kimi Räikkönen
- 45.-60. kolo Michael Schumacher

### Postavení na startu
- Zeleně Villeneuve potrestán smazáním tří nejlepších času za blokování Fisichelli
- Žlutě rozhodující čas pro postavení na startu.
- Červeně posunutí o deset míst na startu – výměna motoru

| *  | *                                     | *  | *                                       | Kvalifikace III.                    | Kvalifikace II.                        | Kvalifikace I.                         |
| -- | ------------------------------------- | -- | --------------------------------------- | ----------------------------------- | -------------------------------------- | -------------------------------------- |
| 1  | Fernando Alonso Renault 1:29,819      |    |                                         | Fernando Alonso Renault 1:29,819    | Michael Schumacher Ferrari 1:30,013    | Fernando Alonso Renault 1:31,138       |
|    |                                       | 2  | Michael Schumacher Ferrari 1:30,028     | Michael Schumacher Ferrari 1:30,028 | Kimi Räikkönen McLaren 1:30,203        | Michael Schumacher Ferrari 1:31,235    |
| 3  | Felipe Massa Ferrari 1:30,407         |    |                                         | Felipe Massa Ferrari 1:30,407       | Fernando Alonso Renault 1:30,336       | Kimi Räikkönen McLaren 1:31,263        |
|    |                                       | 4  | Rubens Barrichello Honda 1:30,933       | Rubens Barrichello Honda 1:30,933   | Rubens Barrichello Honda 1:30,469      | Jenson Button Honda 1:31,420           |
| 5  | Kimi Räikkönen McLaren 1:30,940       |    |                                         | Kimi Räikkönen McLaren 1:30,940     | Juan Pablo Montoya McLaren 1:30,671    | Nick Heidfeld BMW 1:31,457             |
|    |                                       | 6  | Jenson Button Honda 1:30,940            | Jenson Button Honda 1:30,940        | Felipe Massa Ferrari 1:30,732          | Ralf Schumacher Toyota 1:31,470        |
| 7  | Jarno Trulli Toyota 1,31,419          |    |                                         | Jarno Trulli Toyota 1,31,419        | Jarno Trulli Toyota 1:30,733           | Jacques Villeneuve BMW 1:31,545        |
|    |                                       | 8  | Juan Pablo Montoya McLaren 1:31,880     | Jacques Villeneuve BMW 1:31,542     | Jenson Button Honda 1:23,749           | Giancarlo Fisichella Renault 1:31,574  |
| 9  | Jacques Villeneuve BMW 1:36,998       |    |                                         | Juan Pablo Montoya McLaren 1:31,880 | Jacques Villeneuve BMW 1:30,865        | Rubens Barrichello Honda 1:31,671      |
|    |                                       | 10 | Ralf Schumacher Toyota 1:30,944         | Mark Webber Williams 1:33,405       | Mark Webber Williams 1:30,892          | Mark Webber Williams 1:31,712          |
| 11 | Giancarlo Fisichella Renault 1:31,197 |    |                                         |                                     | Ralf Schumacher Toyota 1:30,944        | David Coulthard Red Bull 1:31,742      |
|    |                                       | 12 | David Coulthard Red Bull 1:31,227       |                                     | Nico Rosberg Williams 1:31,194         | Juan Pablo Montoya McLaren 1:31,774    |
| 13 | Nick Heidfeld BMW 1:31,422            |    |                                         |                                     | Giancarlo Fisichella Renault 1:31,197  | Jarno Trulli Toyota 1:31,809           |
|    |                                       | 14 | Vitantonio Liuzzi Torro Rosso 1: 31,728 |                                     | David Coulthard Red Bull 1:31,227      | Felipe Massa Ferrari 1:31,921          |
| 15 | Christian Klien Red Bull 1:32,901     |    |                                         |                                     | Nick Heidfeld BMW 1:31,422             | Nico Rosberg Williams 1:32,053         |
|    |                                       | 16 | Christijan Albers Midland 1:32,936      |                                     | Vitantonio Liuzzi Torro Rosso 1:31,728 | Vitantonio Liuzzi Torro Rosso 1:32,621 |
| 17 | Scott Speed Torro Rosso 1:32,992      |    |                                         |                                     |                                        | Christian Klien Red Bull 1:32,901      |
|    |                                       | 18 | Tiago Monteiro Midland 1:33,658         |                                     |                                        | Christijan Albers Midland 1:32,936     |
| 19 | Mark Webber Williams 1:33,405         |    |                                         |                                     |                                        | Scott Speed Torro Rosso 1:32,992       |
|    |                                       | 20 | Takuma Sató Super Aguri 1:35,239        |                                     |                                        | Tiago Monteiro Midland 1:33,658        |
| 21 | Franck Montagny Super Aguri 1:46,505  |    |                                         |                                     |                                        | Takuma Sató Super Aguri 1:35,239       |
|    |                                       | 22 | Nico Rosberg Williams 1:31,194          |                                     |                                        | Franck Montagny Super Aguri 1:46,505   |

### Páteční tréninky
| *  | I. Trénink                           | *  | II. Trénink                            |
| -- | ------------------------------------ | -- | -------------------------------------- |
| 1  | Alexander Wurtz Williams 1:32,079    | 1  | Alexander Wurtz Williams 1:32,675      |
| 2  | Anthony Davidson Honda 1:32,399      | 2  | Fernando Alonso Renault 1:33,579       |
| 3  | Robert Kubica BMW 1:32,852           | 3  | Michael Schumacher Ferrari 1:33,619    |
| 4  | Michael Schumacher Ferrari 1:32,852  | 4  | Robert Doornbos Red Bull 1:33,799      |
| 5  | Robert Doornbos Red Bull 1:32,944    | 5  | Anthony Davidson Honda 1:33,870        |
| 6  | Jenson Button Honda 1:33,635         | 6  | Ralf Schumacher Toyota 1:33,883        |
| 7  | Rubens Barrichello Honda 1:34,213    | 7  | Jenson Button Honda 1:33,920           |
| 8  | Kimi Räikkönen McLaren 1:34,402      | 8  | Robert Kubica BMW 1:33,991             |
| 9  | Ralf Schumacher Toyota 1:34,995      | 9  | Giancarlo Fisichella Renault 1:34,030  |
| 10 | Adrian Sutil Midland 1:35,332        | 10 | Adrian Sutil Midland 1:34,179          |
| 11 | Neel Jani Torro Rosso 1:35,365       | 11 | Nico Rosberg Williams 1:34,215         |
| 12 | Scott Speed Torro Rosso 1:35,612     | 12 | Christijan Albers Midland 1:34,472     |
| 13 | Christijan Albers Midland 1:35,985   | 13 | Kimi Räikkönen McLaren 1:34,536        |
| 14 | Tiago Monteiro Midland 1:36,062      | 14 | Felipe Massa Ferrari 1:34,546          |
| 15 | Takuma Sató Super Aguri 1:37,817     | 15 | Rubens Barrichello Honda 1:34,631      |
| 16 | Franck Montagny Super Aguri 1:37,933 | 16 | Mark Webber Williams 1:34,825          |
| -  | Fernando Alonso Renault 0000         | 17 | Juan Pablo Montoya McLaren 1:34,968    |
| -  | Giancarlo Fisichella Renault 0000    | 18 | Christian Klien Red Bull 1:35,066      |
| -  | Jarno Trulli Toyota 0000             | 19 | David Coulthard Red Bull 1:35,241      |
| -  | Juan Pablo Montoya McLaren 0000      | 20 | Nick Heidfeld BMW 1:35,308             |
| -  | Christian Klien Red Bull 0000        | 21 | Vitantonio Liuzzi Torro Rosso 1:35,406 |
| -  | David Coulthard Red Bull 0000        | 22 | Neel Jani Torro Rosso 1:35,479         |
| -  | Vitantonio Liuzzi Torro Rosso 0000   | 23 | Scott Speed Torro Rosso 1:35,669       |
| -  | Felipe Massa Ferrari 0000            | 24 | Jacques Villeneuve BMW 1:35,688        |
| -  | Mark Webber Williams 0000            | 25 | Tiago Monteiro Midland 1:36,255        |
| -  | Nico Rosberg Williams 0000           | 26 | Takuma Sató Super Aguri 1:36,255       |
| -  | Nick Heidfeld BMW 0000               | 27 | Franck Montagny Super Aguri 1:36,665   |
| -  | Jacques Villeneuve BMW 0000          | -  | Jarno Trulli Toyota 0000               |

### Sobotní tréninky
| 1  | Michael Schumacher Ferrari 1:30,788    | 2  | Felipe Massa Ferrari 1:31,093      |
| 3  | Ralf Schumacher Toyota 1:31,395        | 4  | Jacques Villeneuve BMW 1:31,531    |
| 5  | Giancarlo Fisichella Renault 1:31,584  | 6  | Fernando Alonso Renault 1:31,807   |
| 7  | Jenson Button Honda 1:32,104           | 8  | Christian Klien Red Bull 1:32,197  |
| 9  | Vitantonio Liuzzi Torro Rosso 1:32,290 | 10 | Kimi Räikkönen McLaren 1:32,320    |
| 11 | Nico Rosberg Williams 1:32,459         | 12 | Scott Speed Torro Rosso 1:32,505   |
| 13 | Rubens Barrichello Honda 1:32,534      | 14 | Mark Webber Williams 1:32,711      |
| 15 | Nick Heidfeld BMW 1:32,773             | 16 | David Coulthard Red Bull 1:32,779  |
| 17 | Juan Pablo Montoya McLaren 1:32,989    | 18 | Jarno Trulli Toyota 1:33,120       |
| 19 | Tiago Monteiro Midland 1:33,744        | 20 | Christijan Albers Midland 1:34,469 |
| 21 | Franck Montagny Super Aguri 1:35,706   | 22 | Takuma Sató Super Aguri 1:36,082   |

### Zajímavosti
- Premieru měl Franck Montagny.
- První podium pro Felipe Massu
- Michael Schumacher zajel 70 nejrychlejší kolo.
- Michael Schumacher po 86 zvítězil.(Nový rekord)

| Pole position   | Vítězství          | Nej. kolo          |
| Fernando Alonso | Michael Schumacher | Michael Schumacher |
| Renault R26     | Ferrari 248 F1     | Ferrari 248 F1     |
| 1:29,819        | 1:35'58.765        | 1:32,099           |
| 206,335 km/h    | 193,081 km/h       | 201,227 km/h       |
| --------------- | ------------------ | ------------------ |

### Stav MS
- Zelená - vzestup
- Červená - pokles

| *  | Jezdec               | Body |
| -- | -------------------- | ---- |
| 1  | Fernando Alonso      | 44   |
| 2  | Michael Schumacher   | 31   |
| 3  | Kimi Räikkönen       | 23   |
| 4  | Giancarlo Fisichella | 18   |
| 5  | Juan Pablo Montoya   | 15   |
| 6  | Felipe Massa         | 15   |
| 7  | Jenson Button        | 13   |
| 8  | Ralf Schumacher      | 7    |
| 9  | Rubens Barrichello   | 6    |
| 10 | Mark Webber          | 6    |
| 11 | Jacques Villeneuve   | 6    |
| 12 | Nick Heidfeld        | 5    |
| 13 | Nico Rosberg         | 4    |
| 14 | Christian Klien      | 1    |
| 15 | David Coulthard      | 1    |

| * | Vůz        | Body |
| - | ---------- | ---- |
| 1 | Renault    | 62   |
| 2 | Ferrari    | 46   |
| 3 | McLaren    | 38   |
| 4 | Honda      | 19   |
| 5 | BMW        | 11   |
| 6 | WilliamsF1 | 10   |
| 7 | Toyota     | 7    |
| 8 | Red Bull   | 2    |

| *  | Jezdec         | Body |
| -- | -------------- | ---- |
| 1  | Německo        | 47   |
| 2  | Španělsko      | 44   |
| 3  | Finsko         | 23   |
| 4  | Brazílie       | 21   |
| 5  | Itálie         | 18   |
| 6  | Kolumbie       | 15   |
| 7  | Velká Británie | 14   |
| 8  | Austrálie      | 6    |
| 9  | Kanada         | 6    |
| 10 | Rakousko       | 1    |